# Playa de Cala Serena

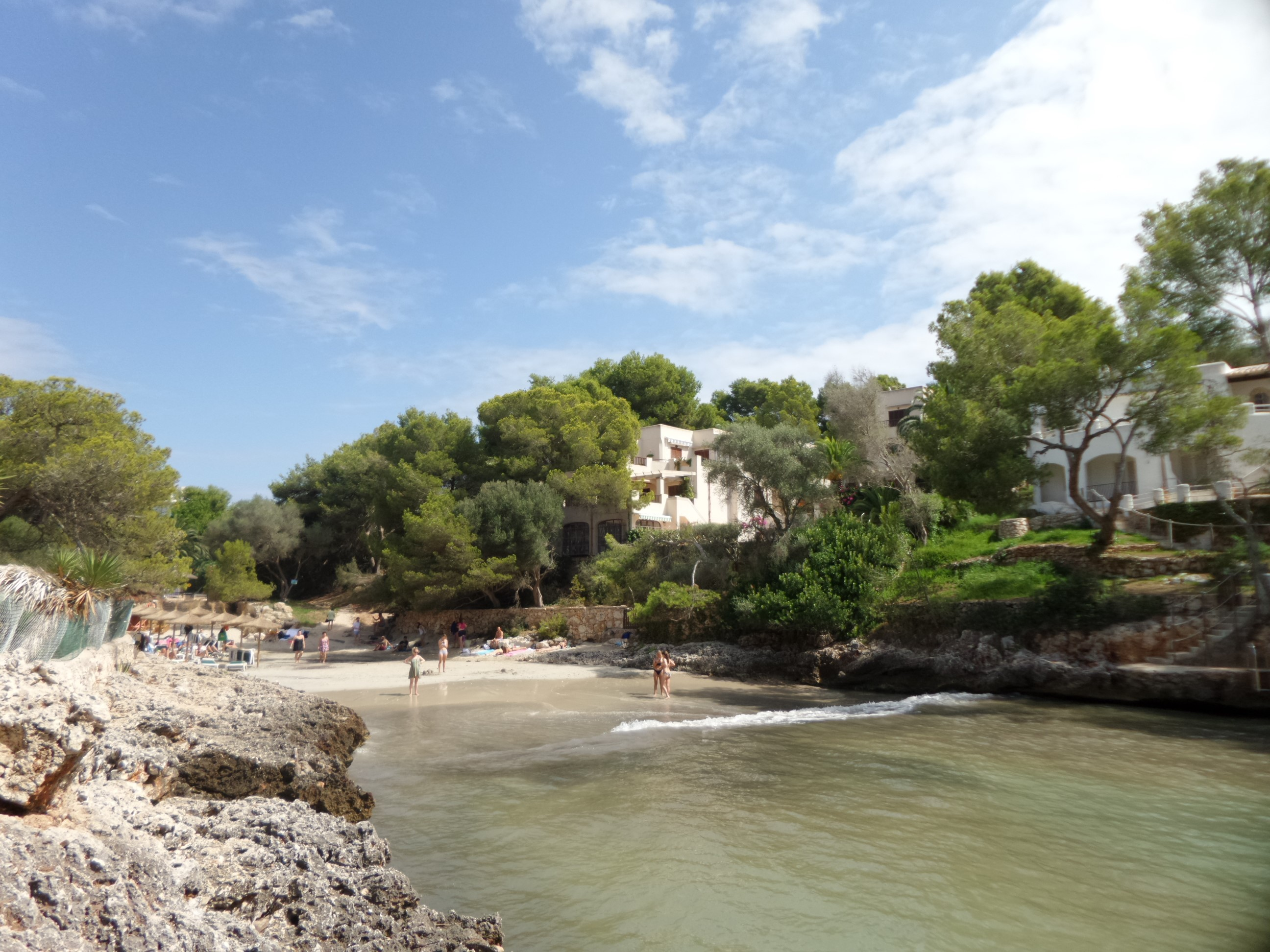
Vista de cala Serena.

Cala Serena es una pequeña playa que está situada en la localidad española de Cala Serena, municipio de Felanich, Mallorca. Se trata de una playa semiurbana de arena blanca, que presenta un escaso grado de ocupación incluso en época estival. Casi todos los usuarios de la playa son huéspedes de los hoteles colindantes.
Este arenal está envuelto por acantilados verticales, de escasa altura y con multitud de grutas, así como del típico pinar mediterráneo de litoral.
El fondeo de embarcaciones es posible en sus inmediaciones marítimas, ya que en la entrada se registra una profundidad que oscila entre los cuatro y los cinco metros, sobre un fondo formado por arena y alga.
El acceso por carretera hasta cala Serena es sencillo. Los vehículos particulares se pueden estacionar en un aparcamiento gratuito, a 400 metros de la playa. Este último tramo se efectua entre las casas del pueblo y, finalmente, se baja por unas escaleras que conducen hasta el arenal.
Entre los hoteles que rodean la cala destacan el Hotel Robinson y el Serena Sol.